# Citroën Zabrus
La Citroën Zabrus est un concept-car Citroën dessiné par Bertone, et présenté au salon de l'automobile de Turin 1986.

## Présentation
La Zabrus est un coupé sur base de Citroën BX 4TC, dont elle reprend notamment le moteur 2,2 L turbo de 200 ch et les quatre roues motrices. Il s'agit d'une proposition du carrossier Bertone, qui, sous l'égide de Marc Deschamps, en assure entièrement le dessin et la réalisation. Son nom évoque le zabre, un coléoptère, tout comme le carabe inspirait l'Alfa Romeo Carabo de 1968. Une influence qu'on retrouve dans les grandes portes à ouverture en élytre, un rappel aux ailes des insectes. L'accès à l'intérieur reste aisé grâce à des sièges avant pivotants.
L'habitacle révèle un poste de conduite axé sur le confort et l'ergonomie. Les quatre sièges indépendants sont couverts de cuir de kangourou, tandis que la planche de bord est séparée en trois zones : l'instrumentation route face au conducteur, les données mécaniques au centre, et les divertissements devant le passager avant. Les vitrages, malgré leur faible hauteur, sont suffisamment étendus pour garder l'intérieur assez lumineux.
La Zabrus inspirera en bonne partie la Citroën XM, qui en reprendra certains éléments dans son agencement intérieur et son style extérieur (lignes droites, pli des flancs, décroché au niveau du pare-brise, optiques très fines à l'avant),.